# Swintonia spicifera
Swintonia spicifera là một loài thực vật thuộc họ Anacardiaceae. Loài này có ở Indonesia, Malaysia, và Philippines.